# غل غلاب بالايي (قيلاب)
غل غلاب بالایی (بالفارسية: غل‌غلاب بالایی) هي قرية تقع في قسم قيلاب الريفي، بمقاطعة أنديمشك التابعة لمحافظة خوزستان، إيران. يقدر عدد سكانها بـ 32 نسمة حسب الإحصاء السكاني الذي تمّ في عام 2006.